# La Voie du courage
La Voie du courage (en lituanien, Drąsos kelias, DK) est un parti politique lituanien, de type populiste, axé sur la lutte contre la corruption. Fondé en 2012 pour réclamer des jurys populaires, il remporte sept députés lors des élections législatives du 28 octobre 2012 (soit 99 979 voix et 7,89 %). 
L'un des thèmes majeurs est la lutte contre la pédophilie. Le parti fut fondé par la sœur de Drąsius Kedys, le père d'une fillette violée par ce qu'il pensait être un réseau de pédophiles, qui a voulu se faire justice lui-même en tuant l'un des accusés avant d'être lui-même retrouvé mort dans d'étranges circonstances. 